# Erma-Gene Evans
Erma-Gene Evans (ur. 25 stycznia 1984) – pochodząca z Saint Lucia lekkoatletka specjalizująca się w rzucie oszczepem.
W 2002 roku zdobyła srebrny medal CARIFTA Games. Rok później została mistrzynią panamerykańska w gronie juniorek, a w 2004 wywalczyła brązowy medal młodzieżowych mistrzostw NACAC (U23). W sezonie 2006 była finalistką igrzysk Ameryki Środkowej i Karaibów. Zdobyła brązowy medal mistrzostw NACAC w 2007, a kilkanaście dni później była szósta na igrzyskach panamerykańskich w Rio de Janeiro. Startowała na igrzyskach olimpijskich w 2008 roku jednak odpadła w eliminacjach zajmując w nich odległe miejsce. 
Kilkukrotna rekordzistka Saint Lucia w rzucie oszczepem oraz medalistka mistrzostw National Collegiate Athletic Association. 
Rekord życiowy: 57,22 (29 marca 2008, El Paso) – rezultat ten jest aktualnym rekordem Saint Lucia.

## Osiągnięcia
| Rok  | Impreza                               | Miejsce             | Lokata            | Wynik |
| ---- | ------------------------------------- | ------------------- | ----------------- | ----- |
| 2002 | CARFITA Games                         | Nassau              | 2. miejsce        | 44,26 |
| 2003 | Mistrzostwa panamerykańskie juniorów  | Bridgetown          | 1. miejsce        | 49,67 |
| 2004 | Młodzieżowe mistrzostwa NACAC         | Sherbrooke          | 3. miejsce        | 48,86 |
| 2006 | Młodzieżowe mistrzostwa NACAC         | Santo Domingo       | 4. miejsce        | 49,72 |
| 2006 | Igrzyska Ameryki Środkowej i Karaibów | Cartagena de Indias | 7. miejsce        | 46,58 |
| 2007 | Mistrzostwa NACAC                     | San Salvador        | 3. miejsce        | 47,95 |
| 2007 | Igrzyska panamerykańskie              | Rio de Janeiro      | 6. miejsce        | 54,23 |
| 2008 | Igrzyska olimpijskie                  | Pekin               | el. – 30. miejsce | 56,27 |